# Мутуализъм
Мутуализмът е тип междувидова връзка, при която даден организъм извлича полза от друг, без обаче да му нанася вреда. Различава се от симбиозата, където  взаимоотношенията са взаимно изгодни. Протокооперация е вид мутуализъм, при който индивидите извличат общи ползи от взаимоотношенията си, но те не са задължителни за тяхното съществуване.
Когато съществуването на индивидите от един вид зависи от съществуването на индивид от друг вид, говорим за симбиоза.